# Головатий Володимир Мирославович
Володимир Мирославович Головатий (нар. 2 листопада 1968) — український футболіст, що грав на позиції півзахисника. Найбільш відомий за виступами в клубі «Прикарпаття» у вищій та першій лізі, грав також за низку інших команд нижчих дивізіонів України.

## Клубна кар'єра
Володимир Головатий розпочав виступи на футбольних полях у 1985 році в команді другої ліги СРСР «Прикарпаття» з Івано-Франківська. У команді молодий футболіст грав протягом двох сезонів, зігравши 35 матчів чемпіонату СРСР, та відбув настрокову службу до Радянської Армії, під час якої він грав за аматорську команду «Зірка» зі Львова. У 1988 році Головатий грав за аматорську команду «Карпати» з Кам'янки-Бузької. У 1989 році футболіст повернувся до «Прикарпаття», де провів один сезон у другій лізі, зігравши 27 матчів. Далі Володимир Головатий грав за аматорську команду «Хімік» з Калуша.
На початку 1993 року футболіст повернувся до «Прикарпаття», яке на той час виступало в першій українській лізі. У наступному сезоні, в чемпіонаті 1993—1994 років він допоміг команді перемогти в турнірі команд першої ліги, та повернутись до вищої ліги. Проте у вищому дивізіоні футболіст зіграв лише 13 матчів, та повернувся до складу «Хіміка». Разом із калуською командою Головатий у 1995 році стає переможцем зонального турніру аматорського чемпіонату України та здобуває путівку до другої ліги України. Протягом двох років футболіст виступає за команду. яка грала в другій лізі вже під назвою «Калуш», зігравши 65 матчів чемпіонату України. У 1997 році Володимир Головатий стає гравцем клубу першої ліги «Десна» з Чернігова. У чернігівській команді футболіст грає протягом півтора року, після чого переходить до іншої команди першої ліги «Кремінь» з Кременчука. Проте за підсумками сезону кременчуцька команда вибула до другої ліги, й футболіст продовжив виступи в «Кремені» вже в другій лізі.
У середині 2000 року Володимир Головатий повернувся до складу «Калуша». Одночасно з виступами на футбольному полі він також виконував обов'язки головного тренера команди. З початку 2001 року Головатий покинув «Калуш», і став гравцем іншої команди другої ліги «Енергетик» з Бурштина. у цій команді футболіст грав до кінця сезону 2001—2002 років. У другій половині 2002 року футболіст грав за команду другої ліги «Нафтовик» з Долини, після чого завершив виступи на футбольних полях. У 2004 році Володимир Головатий очолював аматорську команду «Тужилів» з однойменного села.

## Досягнення
- Переможець Першої ліги України: 1993–1994